# مستشفى الطب النفسي (البحرين)
مستشفى الطب النفسي هو مستشفى عام للرعاية الصحية يضم 296 سريرا في السلمانية بالبحرين. هو المستشفى العام الوحيد للطب النفسي في البلاد ويعود تاريخ تأسيسه إلى عام 1932.

## التاريخ
يرجع إنشاء مرفق للأمراض النفسية في البحرين إلى عام 1930 عندما اقترح تشارلز بلغريف المستشار البريطاني لحكيم البحرين إقامة لجوء تحت السيطرة المباشرة لبلدية المنامة من أجل حفظ «المجنون المحلي». في عام 1932 تم استئجار منزل صغير في المنامة لهذا الغرض وبحد أقصى 14 مريضا (12 ذكور و2 إناث). كان يعمل في المرفق من قبل الحاضرين الذين كانوا في المقام الأول العمال غير المهرة الذين يعملون في البلدية مع عدم وجود مؤهلات الرعاية الصحية.
نقلت رعاية مستشفى الأمراض النفسية إلى وزارة الصحة في عام 1948. د. ر. ه. ب. سنو الموظف الطبي الحكومي لحكومة البحرين في ذلك الوقت على تجديد المستشفى وتم إعادة طلاء المرفق وللمرة الأولى تم تشجيع المرضى على قضاء بعض الوقت خارج زنزاناتهم. في عام 1964 يعود الفضل إلى الدكتور بتلر وهو طبيب إنكليزي في البدء في خدمات العيادات النفسية العادية للمرضى الخارجيين واستئجار الممرضين النفسيين الخارجيين المؤهلين (في المقام الأول من لبنان والهند) وإدخال كلوربرومازين كأول دواء نفسي مستخدم في البلاد.
خضع المستشفى نفسه لعدة مشاريع توسعية في عقدي 1970 و1980 وتم افتتاح قسم العيادات الخارجية للأطفال والمراهقين النفسيين في عام 1975 وهي وحدة تضم 88 سريرا للمرضى المزمنين. تم إنشاء قسم الطب النفسي المجتمعي في عام 1979. كما تم إنشاء خدمة الاتصال النفسي مع المستشفى الرئيسي في البحرين مستشفى السلمانية في عام 1979. في عام 1984 تم إنشاء قسم جديد للمرضى الخارجيين مع مرافق التدريس وقاعات المؤتمرات والمكاتب الإدارية. في عام 1987 أنشئت وحدة تأهيل الكحول والمخدرات بقدرة أولية قدرها 17 سريرا.
كما تم دمج الخدمات النفسية داخل المراكز الصحية في البحرين حيث سمح لأطباء الأسرة بوصف الأدوية النفسية. هي أول مبادرة من هذا القبيل في العالم العربي.

## المرافق
اعتبارا من عام 2011 فقد كان يضم مستشفى الطب النفسي 296 سريرا في جميع وحداته ومعظمهم ينتمون إلى الطب النفسي العام. تشرف إدارة المجتمع واليوم على علاج السكان البالغين والمسنين في البلاد. كما تم إنشاء عيادتين متخصصتين للمرضى الخارجيين للقلق والإعاقة الذهنية. يعمل في المستشفى حوالي 49 طبيب نفسي بدوام كامل وأكثر من 276 ممرض وممرضة في مجال الرعاية الصحية.